# Steven Lammertink
Steven Lammertink (Enter, 4 december 1993) is een Nederlands voormalig wegwielrenner die laatstelijk voor de Vital Concept-B&B Hotels geheten wielerploeg uitkwam. Zijn oudere broer Maurits is ook wielrenner.

## Overwinningen
2014
 Nederlands kampioen tijdrijden, Beloften
2015
3e etappe Triptyque des Monts et Châteaux
2e etappe Ronde van Berlijn
Eindklassement Ronde van Berlijn
 Nederlands kampioen tijdrijden, Beloften
 Europees kampioen tijdrijden, Beloften

## Resultaten in voornaamste wedstrijden
|      | \| Jaar \| Ronde van Vlaanderen \| Luik-Bast.‑Luik \| \| ---- \| -------------------- \| --------------- \| \| 2017 \| opgave \| opgave \| |                 |
| Jaar | Ronde van Vlaanderen | Luik-Bast.‑Luik |
| 2017 | opgave | opgave          |

## Ploegen
2012 –  Cyclingteam Jo Piels
2013 –  Cyclingteam Jo Piels
2014 –  Cyclingteam Jo Piels
2014 –  Team Giant-Shimano (stagiair vanaf 1 augustus)
2015 –  SEG Racing
2015 –  Team LottoNL-Jumbo (stagiair vanaf 1 augustus )
2016 –  Team LottoNL-Jumbo
2017 –  Team LottoNL-Jumbo
2018 –  Vital Concept Cycling Club
2019 –  Vital Concept-B&B Hotels
Ahlstrand · Arndt · Barguil · Bulgaç · Craddock · Curvers · Damuseau · De Backer · De Kort · Degenkolb · Devenyns · Dumoulin · Fröhlinger · Geschke · Haga · Hupond · Janse van Rensburg · Ji · Kittel · Loh · T. Ludvigsson · Mezgec · Olivier · Peterson · Preidler · Sinkeldam · Sprick · Stamsnijder · Timmer · Veelers · Lammertink (stagiair) · F. Ludvigsson (stagiair) 
van den Berg · Biermans · Bokeloh · Bouwman · Bovenhuis · van Dongen · Gunst · Havik · Jakobsen · Jiang · Klaris · Lammertink · Leemans · Loh · McCarthy · Peters
Bennett · Bulgaç · De Weert · Flens · Gesink · Goos · Hofland · Keizer · Kelderman · Kruijswijk · Leezer · Lindeman · Markus · Martens · Roosen · Tankink · Teunissen · ten Dam · Tjallingii · Van Asbroeck · van der Lijke · van Emden · Vanmarcke · van Winden · Wagner · Wynants · Bouwman (stagiair) · Castelijns (stagiair) · Lammertink (stagiair)
Battaglin · Bennett · Bouwman · Campenaerts · Castelijns · van Emden · Gesink · Goos · Groenewegen · Hofland · Keizer · Kelderman · Kruijswijk · Lammertink · Leezer · Lindeman · Martens · Roglič · Roosen · Tankink · Teunissen · Tjallingii · Van Asbroeck · Vanmarcke · Vermeulen · Wagner · van Winden · Wynants
Battaglin · Bennett · Boom · Bouwman · Campenaerts   · Castelijns · Clement · De Tier · van Emden · Gesink · Groenewegen · Jansen · Keizer · Kruijswijk · Lammertink · Leezer · Lindeman · Lobato · Martens · Olivier · Roglič · Roosen · Tankink · Tolhoek · Van den Broeck · Van Hoecke · Vermeulen · Wagner · Wynants · Janssen (stagiair)
Bagot · Boeckmans · Coquard · Corbel · Courteille · De Backer · Ermenault · Fournier · Garel · Lammertink · Le Bon · Lecroq · Manzin · Morice · Mottier · Müller · Pacher · Reza · Turgis · Van Genechten